# آرثر سميث (موسيقي)
آرثر سميث (بالإنجليزية: Arthur "Guitar Boogie" Smith)‏ (و. 1921 – 2014 م) هو موسيقي وكاتب أغاني ومنتج تسجيلات أمريكي، بالإضافة إلى كونه مضيف إذاعي وتلفزيوني. كان برنامجه «عرض آرثر سميث» أول عرض لموسيقي الكانتري على شاشة التلفزيون الاميركي. انتقل إلى شارلوت في نورث كارولينا حيث لأسسس وأدار أول استوديو تسجيل تجاري في الجنوب الشرقي.
ولد آرثر سميث في كلينتون بولاية ساوث كارولينا، وكان يعمل في مصنع نسيج قبل أن يصبح مؤلفًا موسيقيًا مشهورًا لموسيقى الكانتري، وكان يعزف الجيتار والكمان والبانجو. ومن تسجيلاته الأولى هي مقطوعة الروك "Guitar Boogie" التي ألفها عام 1945. وبيع منها أكثر من ثلاثة ملايين نسخة وحصلت على تصنيف القرص الذهبي. أكسبته المقطوعة لقب آرثر «غيتار بوغي» سميث (للتمييز بينه وبين عازف الكمان في الثلاثينيات فيدلين آرثر سميث). وتم تسجيلها من قبل العديد من الموسيقيين الآخرين وأكسبته شهرة عالمية.
من تسجيلاته الشهيرة أيضًا هي مقطوعة الكانتري "Feudin 'Banjos" عام 1955 والتي نالت النجاح وقتها، ثم عادت شعبيتها من جديد باسم "Dueling Banjos" عندما استخدمت في فيلم الخلاص عام 1972. لم يتم تسجيل اسم سميث في الفيلم كمؤلف للمقطوعة، فرفع دعوى قضائية ضد وارنر براذرز وحصل على تسوية.

## جوائز
حصل على جوائز منها:
North Carolina Heritage Award ‏ (1998)

## وصلات خارجية
- آرثر سميث على موقع IMDb (الإنجليزية)
- آرثر سميث على موقع ميوزك برينز (الإنجليزية)
- آرثر سميث على موقع أول ميوزيك (الإنجليزية)
- آرثر سميث على موقع ديسكوغز (الإنجليزية)

- آرثر سميث في قاعدة بيانات الأفلام على الإنترنت